# Бродич, Фран
Фран Бро́дич (хорв. Fran Brodić; 8 января 1997, Загреб, Хорватия) — хорватский футболист, нападающий загребского «Динамо».

## Карьера
Играл за молодёжные команды клубов «Загреб» и «Динамо». 14 апреля 2013 года состоялся дебют Франа в основной команде «Динамо» в матче высшей лиги с «Интером». Тогда футболисту было 16 лет 3 месяца и 6 дней, и он стал самым молодым игроком чемпионата Хорватии за всю историю.